# Lerchea beccariana
Lerchea beccariana är en måreväxtart som först beskrevs av Reinier Cornelis Bakhuizen van den Brink, och fick sitt nu gällande namn av B.Axelius. Lerchea beccariana ingår i släktet Lerchea och familjen måreväxter. Inga underarter finns listade i Catalogue of Life.